# 加古宗也
加古 宗也（かこ そうや、1945年9月5日- ）は、日本の俳人。本名・むねなり
愛知県西尾市生まれ。中央大学法学部卒。1970年村上鬼城の弟子の富田うしほ・潮児父子に師事。俳誌『若竹』主宰。2010年『花の雨』で日本詩歌句大賞受賞。

## 著書
- 『舟水車 句集』本阿弥書店 1986年1月 全国書誌番号:86058538
- 『八ツ面山 加古宗也句集』(新世紀俳句叢書）本阿弥書店 2000年9月 ISBN 4893736361
- 『花の雨 句集』角川書店 2009年3月 ISBN 978-4046521064
- 『定年からの俳句入門』本阿弥書店 2010年12月 ISBN 978-4776807445
- 『雲雀野 加古宗也句集』(平成の100人叢書) 本阿弥書店 2013年9月 ISBN 978-4776810407
- 『加古宗也句集』(現代俳句文庫)ふらんす堂 2015年8月 ISBN 978-4781407975

編著
- 『秀句三五〇選 9月』（編）蝸牛社 1989年4月 ISBN 487661119X